# Alicia Fernández
Alicia Fernández Fraga (født 21. december 1992 i Valdoviño, Spanien) er en kvindelig spansk håndboldspiller som spiller for SCM Râmnicu Vâlcea og Spaniens kvindehåndboldlandshold.